# Berndt Öst
Sven Viktor Berndt Öst, tidigare Järnberg, född 14 september 1930 i Alfta församling i Gävleborgs län, död 10 juli 2017 i Nacka, var en svensk kompositör, sångtextförfattare, sångare och musiker (gitarr).
Berndt Öst var son till musikern Viktor Järnberg och sångerskan Anna Öst samt dotterson till Jon-Erik Öst. Berndt Öst bildade tillsammans med sina halvsyskon Stig Öst, Siw Öst och Inger Öst gruppen Family Four 1964, en grupp som i olika konstellationer var verksam fram till 1990 och vann Melodifestivalen 1971 och Melodifestivalen 1972.
Han var gift första gången 1954–1958 med Stina Johansson (1928–1993). Med Stina fick han sonen Dan Järnberg (1953-2020) Han gifte sig andra gången 1958 med Ulla Blomqvist (1932-2017) och fick döttrarna Lena Öst (född 1958) och Lili Öst (född 1962), som båda blev musiker.

## Filmografi
- 1954 – Flicka med melodi - musiker
- 1973 – Ryck mig i väskan (TV - tillsammans med Family Four)